# Frederik Ferdinand Helsted
Frederik Ferdinand Helsted (18. marts 1809 i København – 11. december 1875 sammesteds) var en dansk maler og tegnelærer. Han var grandfætter til komponisterne Carl Helsted og Edvard Helsted og far til maleren Axel Helsted.
Han startede som skomager i sin fars værksted, for siden at blive maler og derefter komme på Kunstakademiet (1834-1837). Her vandt han 2 sølvmedaljer og en pengepræmie for sine værker. Efter en udstilling i 1836 bestilte den senere kong Christian 8. et billede hos ham, og i 1837 fik han til opgave at illustrere en lærebog i anatomi, men fra 1841 og 3½ år frem var han på en studierejse for egne midler og under meget fattige vilkår til Düsseldorf, Nice, Firenze og Rom.
Efter sin hjemkomst oprettede han 1845 en tegneskole, som han drev i 30 år og som blev tidens betydeligste kunstnerskole uden for Akademiet. Efter 1849 opgav han sin malerkarriere og koncentrerede sig om tegneundervisningen.